# 172191 Ralphmcnutt
172191 Ralphmcnutt este o planetă minoră (asteroid) din centura de asteroizi. A fost descoperită pe 10 august 2002 la Observatorio de Cerro Tololo⁠(d) de Marc Buie⁠(d) și a fost numită după Ralph L. Mcnutt⁠(d). 
Obiectul prezintă o orbită caracterizată de o semiaxă mare de 2,6365134298316 UAi, o excentricitate de 0,06, o înclinație de 11,1 ° în raport cu ecliptica.